# Special Film Project 186
Im Rahmen des Special Film Project 186 filmten Kameraleute der United States Army Air Forces von März bis Mitte Juli 1945 zuerst den Vorstoß amerikanischer Truppen in Deutschland und danach die unmittelbare Nachkriegszeit in Europa.

## Aufgaben und Geschichte
Im Auftrag der United States Army Air Forces waren unter dem Codenamen Special Film Project 186 von März bis Mitte Juli 1945 mehr als ein Dutzend Kameramänner in Einsatz. Diese waren mit 16-mm-Schmalfilmkameras und damals neuartigen Kodachrome-Farbfilmen ausgestattet. Sie dokumentierten die Leistungen der amerikanischen Luftwaffe bei Tieffliegerangriffen und Bombenabwürfen. Zu ihren Motiven zählten jedoch auch die Konzentrationslager Buchenwald und Dachau.
Am 25. April 1945 trafen erstmals amerikanische und sowjetische Truppen an der Elbe einander (näheres siehe Elbe Day). Das erste Treffen war um 13:30 Uhr in Kreinitz bei Strehla; ein anderes um 15:30 Uhr in Torgau. Am 27. April reichten sich Leutnant Robertson und Leutnant Silwaschko die Hand zum offiziellen Foto.
Nach Ende des Krieges filmten sie Alltagsszenen und die Siegesfeiern in Paris und London (VE-Day). In einem Vorort von Augsburg entstanden am 15. Mai 1945 Aufnahmen mit dem unter Arrest gestellten Hermann Göring, der sich am 6. Mai 1945 in amerikanische Kriegsgefangenschaft begeben hatte. Eine Woche nach den Filmaufnahmen wurde Göring nach Bad Mondorf in das Sammellager für deutsche Kriegsverbrecher überstellt. Ein anderes Filmteam drehte in Garmisch-Partenkirchen Szenen mit dem Komponisten Richard Strauss. Nachdem die amerikanischen Truppen ihren Sektor in Berlin bezogen, filmten die Teams vom 8. bis 14. Juli auch in Berlin. Die Aufnahmen umfassen insgesamt 60 Stunden stummes Farbfilmmaterial auf über 260 Rollen. Kameramänner waren unter anderem Carter, Stindt, Mack, Kelley, Haglund und King.
Dieses Material hätte für einen abendfüllenden Dokumentarfilm über den Sieg der United States Army Air Forces in Europa verwendet werden sollen. Die Kosten von ungefähr einer Million US-Dollar und die Tatsache, dass die USA den Krieg bis zur Kapitulation Japans fortsetzten, verhinderten dies. Stattdessen wurde das Filmmaterial als vertraulich (confidential) eingestuft und archiviert. Seit 1972 befindet es sich im Nationalarchiv in Washington, eine Ausnahme bildeten die Aufnahmen des KZ Dachau, die vorerst in den Lagerräumen der US Air Force verblieben und erst seit Ende des 20. Jahrhunderts zugänglich sind.
- Unter den Linden, Juli 1945
- Die königliche Familie mit Winston Churchill am Balkon des Buckingham Palace

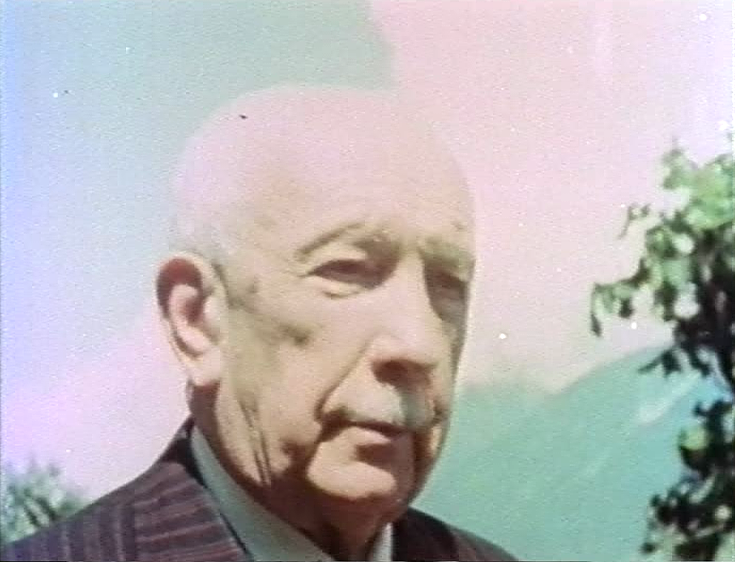
Richard Strauss in Garmisch-Partenkirchen
- Hermann Göring in einem Vorort von Augsburg (Bärenkeller)
- Aufnahmen des KZ Buchenwald, kurz nach der Befreiung
- Aufnahmen des KZ Dachau, kurz nach der Befreiung

## Veröffentlichungen
- Spiegel TV: Welche Farbe hat der Krieg? Polar Film, 2000. Teil 1 und 2 (VHS)